# 特斯维克伊清真寺
特斯維克伊清真寺（Teşvikiye Mosque）是土耳其伊斯坦布尔的一座清真寺，新巴洛克风格，位于Şişli区。
该清真寺由苏丹塞利姆三世建于1794年，但现存建筑大部分完成于1854年，苏丹阿卜杜勒-迈吉德一世在位时期。当时伊斯坦布尔的一些著名建筑，包括奥塔科伊清真寺和多爾瑪巴赫切宮，都采用欧洲的建筑风格。清真寺前面的巨大的白色圆柱，系19世纪末增加。它也常常用作名人和公众人物葬礼的起点。